# Front de l'Ouest (Union soviétique)
Pour les articles homonymes, voir Front de l'Ouest.
Le front de l'Ouest (en russe : Западный фронт, Zapadny front) est une unité militaire de l'Armée rouge, un « front » soviétique correspondant à un groupe d'armées dans les autres forces armées. Il fut créé le 22 juin 1941 en Union soviétique, par transformation du district militaire spécial de l'Ouest, qui couvrait essentiellement la Biélorussie. Le front perdura pendant la majeure partie de la Grande Guerre patriotique (le nom soviétique pour la Seconde Guerre mondiale), jusqu'au 24 avril 1944.
Deux autres « front de l'Ouest » ont existé auparavant, d'abord dans l'Armée impériale russe pendant la Première Guerre mondiale, d'août 1915 à mars 1918 ; ensuite dans l'Armée rouge pendant la guerre soviéto-polonaise et la guerre civile russe, du 12 février 1919 au 8 avril 1924 (date de sa transformation en district militaire de l'Ouest).

## Histoire

### Composition d'origine
Le front de l'Ouest est créé le jour-même du déclenchement de l'invasion de l'Union soviétique par l'Allemagne nazie et ses alliés (opération Barbarossa). Il a la responsabilité de la défense de Grodno sur le Niémen (où commence le front du Nord-Ouest qui couvre la Lituanie) jusqu'à Brest-Litovsk sur le Bug qui borde les marais du Pripet (au-delà duquel l'Ukraine est confiée au front du Sud-Ouest).
À l'origine, le front compte trois armées sur la frontière germano-soviétique, s'appuyant sur un tronçon en construction de la ligne Molotov composé des 68e (Grodno), 66e (Osovetskii), 64e (Zambrovskii) et 62e (Brest-Litovsk) secteurs fortifiés :
- la 3e armée (composée des 4e corps de fusiliers et 11e corps mécanisé) du lieutenant-général P. P. Sobennikov autour de Grodno ;
- la 10e armée (les 1er et 5e corps de fusiliers, le 6e corps de cavalerie, les 6e et 13e corps mécanisé, ainsi que la 155e division de fusiliers) du général K. D. Golubev (ru) dans le saillant de Bialystok ;
- et la 4e armée (les 28e corps de fusiliers et 14e corps mécanisé) du général V. I. Korobkov (ru) autour de Brest-Litovsk.

S'y rajoutent en réserve du front, plus en arrière autour de Minsk, les 2e, 21e, 44e et 47e corps de fusiliers, le 4e corps parachutiste, les 17e et 20e corps mécanisés, la 50e division de fusiliers, auxquels se rajoute dès le 24 juin 1941 la 13e armée du lieutenant-général P. M. Filatov (un état-major sans troupes). Quant à la ligne Staline, elle a été abandonnée : 58e (Sebezhskii), 61e (Polotskii), 63e (Minsk-Slutsk) et 65e (Mozyrskii) secteurs fortifiés,.

### Évolution

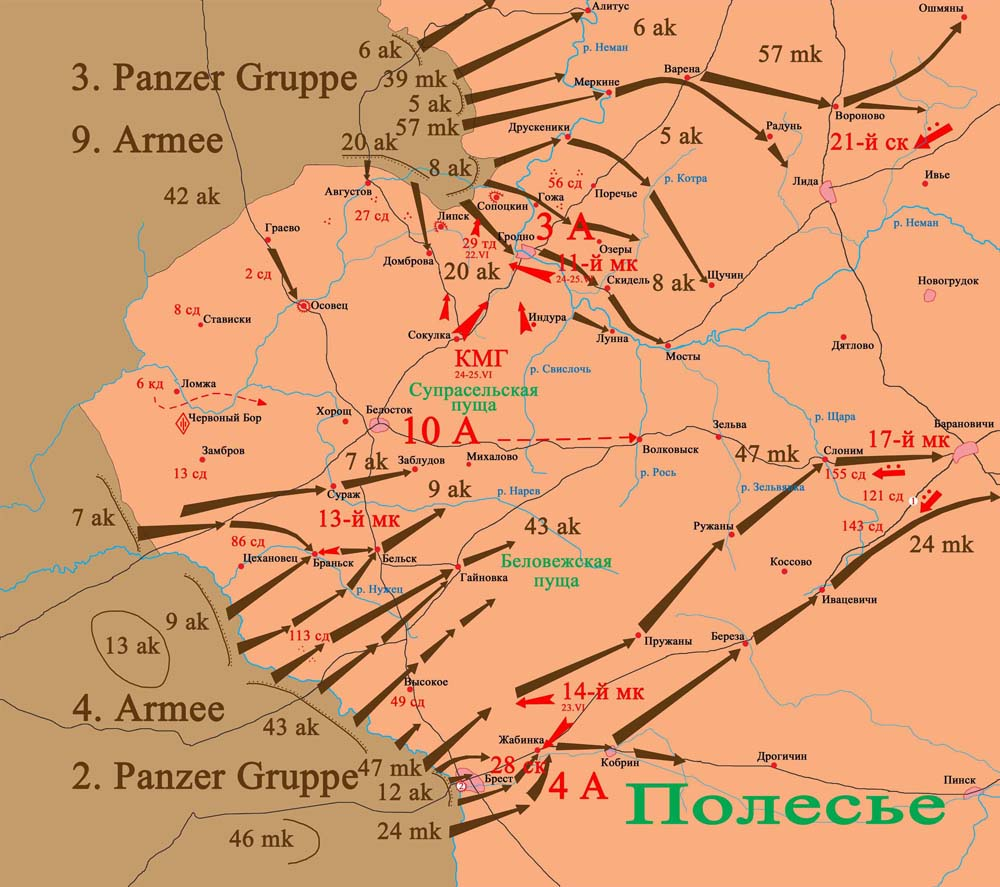
L'attaque en tenaille allemande du 22 au 25 juin 1941, encerclant les trois armées soviétiques dans le saillant de Bialystok, malgré leurs contre-attaques systématiques.

Le front de l'Ouest perd 420 000 hommes en 1941 sur un effectif total de 625 000 hommes, surtout pendant les batailles de Brest-Litovsk, de Białystok–Minsk (encerclement et destruction des 3e, 10e et 4e armées), de Smolensk, de Viazma et de Moscou, face au groupe d'armées Centre allemand.
Commandants successifs :
- Dmitri Pavlov, du 22 juin au 1er juillet 1941 (exécuté par le NKVD le 22 juillet) ;
- Semion Timochenko, du 2 juillet à septembre 1941 ;
- Ivan Koniev, de septembre à octobre 1941 ;
- Gueorgui Joukov, d'octobre 1941 à août 1942 ;
- Ivan Koniev, d'août 1942 à février 1943 ;
- Vassili Sokolovski, de février 1943 à avril 1944.

D'octobre 1943 jusqu'à mars 1944, le front de l'Ouest est engagé lors de onze opérations offensives dans la partie orientale de la Biélorussie, face à Orcha et Vitebsk, échouant à chaque fois. Le 24 avril 1944, l'unité est divisée en deux pour créer : 
- le deuxième front biélorusse ;
- le troisième front biélorusse.